# Larkin Poe
Larkin Poe est un groupe de folk rock et de blues américain, originaire de Calhoun en Géorgie, mené par les deux sœurs Rebecca (née le 30 janvier 1991) et Megan Lovell (née le 12 mai 1989). Larkin Poe est formé après la séparation du groupe de bluegrass familial, The Lovell Sisters. Formation folk à l'origine, il se tourne ensuite vers le blues rock.

## Biographie

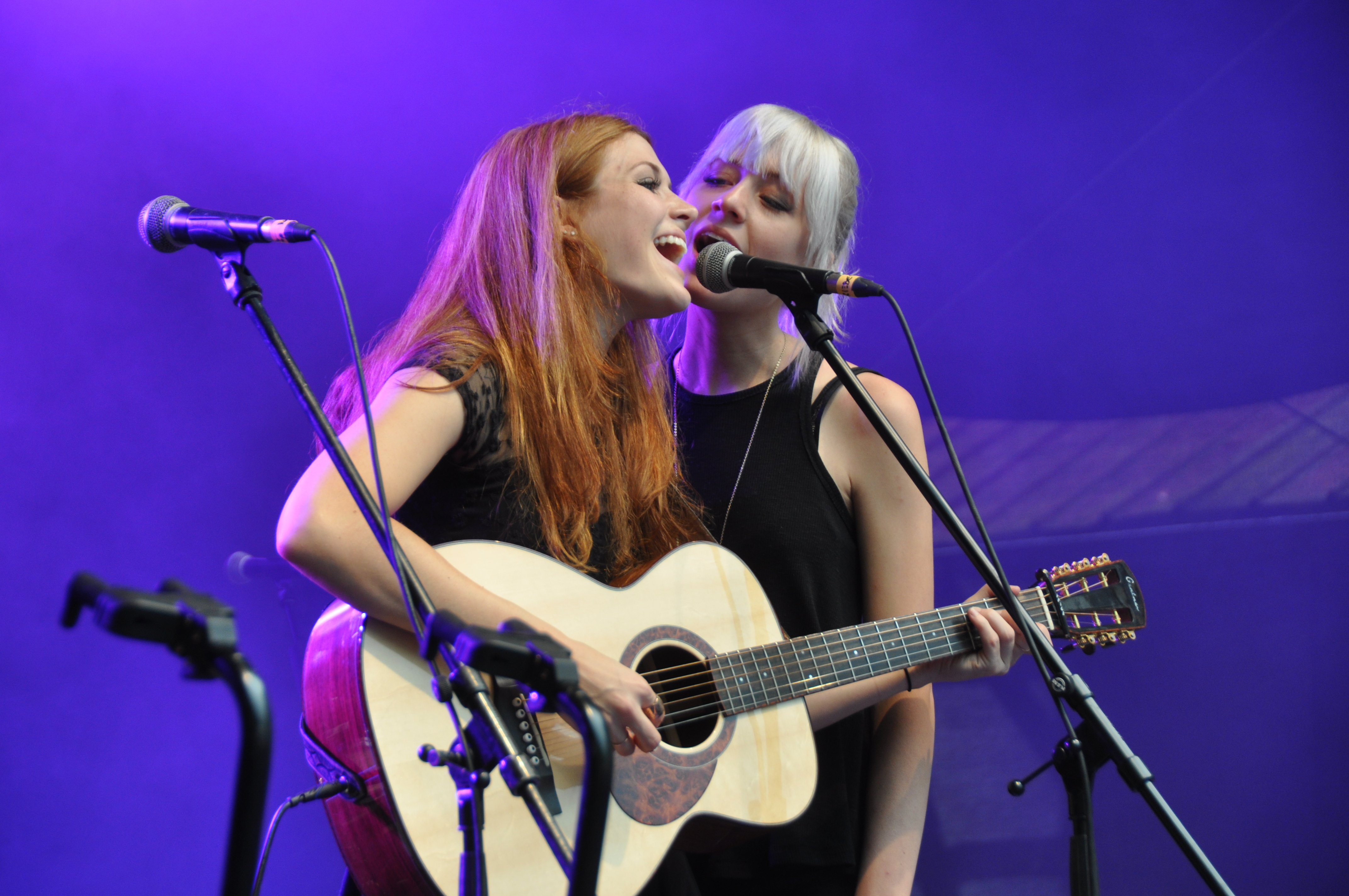
Rebecca et Megan Lovell, au Blacksheep Festival 2014.

Rebecca et Megan Lovell commencent dans la musique alors qu'elles n'ont que 5 ans. Quelques années plus tard, ces dernières remportent la première place à l'émission A Prairie Home Companion, animée par Garrison Keillor, sur la NPR. Cette distinction leur permet d'entreprendre une tournée nationale au cours de laquelle les sœurs Lovell ont l'occasion de monter sur des scènes prestigieuses, comme le Grand Ole Opry de Nashville. Les sœurs Lovell - Rebecca, Megan et leur aînée Jessica - forment en 2004, à l'occasion de cette tournée, The Lovell Sisters.
En 2009, le groupe annonce les fiançailles de Jessica Lovell et ses projets d'études supérieures. L'année qui suit marque l'effondrement progressif du groupe jusqu'à sa séparation définitive. Les deux sœurs cadettes, respectivement âgées de 17 et 19 ans, annoncent la formation de Larkin Poe en janvier 2010. Le nom du groupe serait à l'origine le nom de leur trisaïeul, cousin germain de l'écrivain Edgar Allan Poe,.
En 2010, la sortie de quatre EP - un pour chaque saison - permet aux deux sœurs de réaliser une tournée aux États-Unis puis en Europe. En novembre 2011, le nouveau groupe répondant désormais au nom de Larkin Poe accompagne Elvis Costello pendant sa tournée. Leur cinquième EP, Thick as Thieves sort en avril 2012. Les deux sœurs Lovell annoncent ensuite sur leur site officiel la parution d'un DVD Live de la tournée qu'elles réalisent pendant l'été 2012, ainsi que la préparation d'un nouvel EP durant l'hiver 2012.

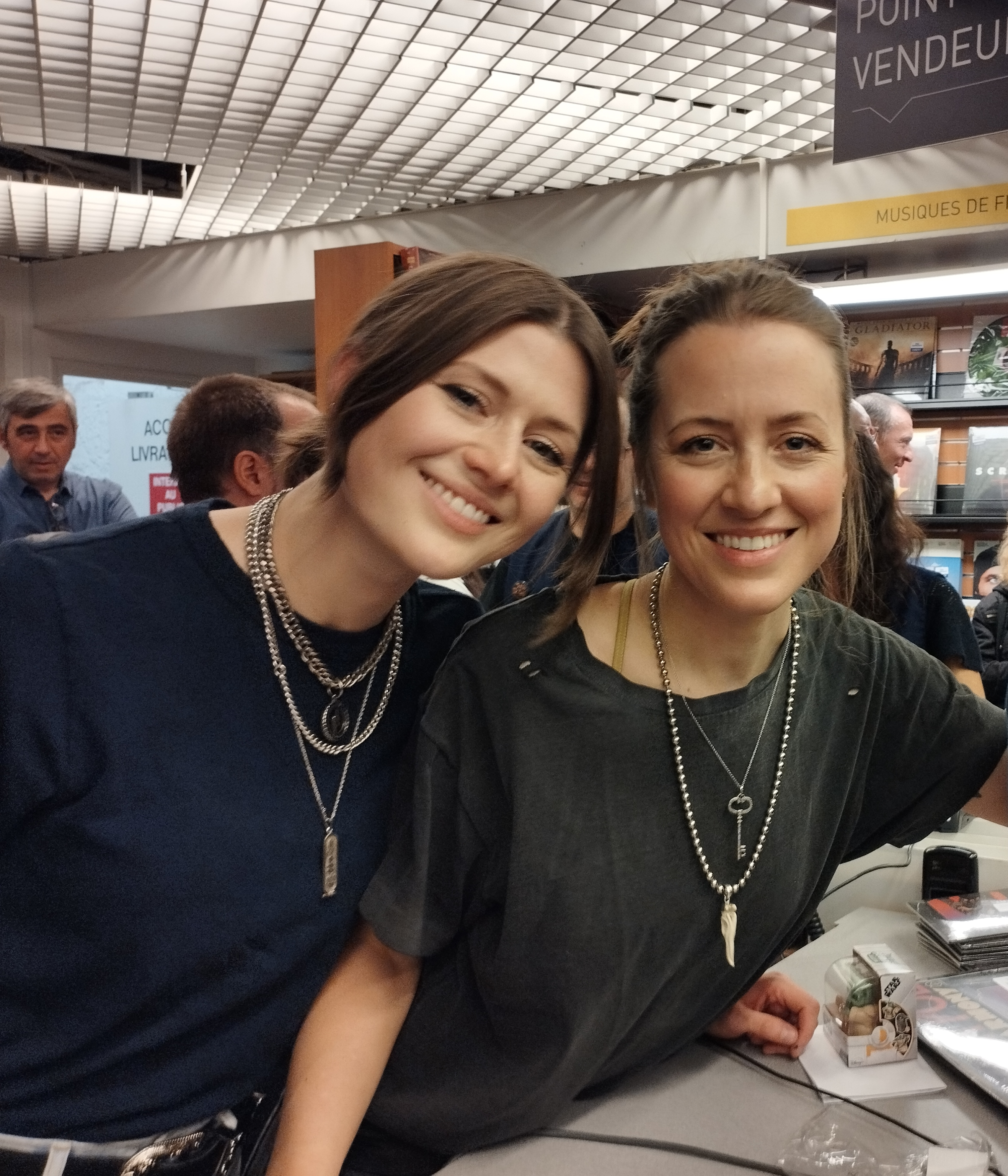
Rebecca Lovell et Megan Lovell en dédicace à Gibert Joseph en novembre 2022.

Leur premier album studio, Kin, paraît en 2014. Le second, Reskinned, sort en 2016 (Universal Music). Il est composé de 12 titres. En février 2017, Larkin Poe joue aux MusiCares de Los Angeles, en hommage à Tom Petty, accompagnant des artistes comme Jackson Browne et Don Henley,.
Avec Peach (2017), album auto-produit, elles gagnent le Blues Music Award du « meilleur album d'artiste émergent » de la Blues Foundation.
Leur quatrième album, Venom & Faith, est enregistré à Nashville. Sorti en novembre 2018, il atteint la 1re place du palmarès Album de Blues de Billboard dans le même mois. Il est nommé au Grammy Award du meilleur album de blues contemporain en 2019 et reçoit un Coup de cœur Jazz et Blues 2019 de l'Académie Charles-Cros annoncé le 14 janvier dans l’émission Open Jazz d’Alex Dutilh sur France Musique.
Après un cinquième album en 2020, Kindred Spirit, un sixième album studio est annoncé pour novembre 2022. Intitulé Blood Harmony, cet album comprend certains morceaux diffusés préalablement en singles : Bad Spell, Blood Harmony, Georgia Off My Mind et Strike Gold. Le duo annonce une grande tournée nord-américaine pour 2023.
Le 21 novembre 2022, Rebecca et Megan Lovell sont les invitées de l’émission Very Good Trip de Michka Assayas sur France Inter. Elles interprètent en direct : « Strike Gold », « Georgia Off My Mind », « Southern Comfort », « Might As Well Be Me », « Wicked Game », « Nights in White Satin ».
Elles collaborent à l'album country Look Up de l'ex-batteur des Beatles Ringo Starr sorti en janvier 2025 et participent à cette occasion aux deux concerts donnés les 14 et 15 janvier au Ryman Auditorium de Nashville.

## Membres
- Rebecca Lovell - chant, mandoline, guitare
- Megan Lovell - chœurs, dobro, lap steel
- Rick Lollar - guitare électrique
- Robby Handley - basse
- Chad Melton - batterie